# Cauratettix borellii
Cauratettix borellii is een rechtvleugelig insect uit de familie veldsprinkhanen (Acrididae). De wetenschappelijke naam van deze soort is voor het eerst geldig gepubliceerd in 1894 door Giglio-Tos.